# 대포항 (사천시)
대포항은 경상남도 사천시 용현면 대포동에 있는 어항이다. 1972년 7월 23일 지방어항으로 지정하여 관리하고 있다. 시설관리자는 사천시장이다.

## 어항 시설
- 방파제 290m, 물양장 113m

## 주요 어종
굴, 바지락 등이 주요 어종이며, 전어도 주요 어종 중 하나이다.